# ادوارد آردیزون
ادوارد آردیزون (انگلیسی: Edward Ardizzone؛ ۱۶ اکتبر ۱۹۰۰ – ۸ نوامبر ۱۹۷۹) نقاش، تصویرگر و نویسندهٔ ادبیات کودک اهل بریتانیا بود. او نخستین مدال کیت گرینِوی را در سال ۱۹۵۶ دریافت کرد.